# 扇原貴宏
扇原 貴宏（おうぎはら たかひろ、1991年10月5日 - ）は、大阪府堺市東区出身のプロサッカー選手。Jリーグ・ヴィッセル神戸所属。ポジションはミッドフィールダー（ボランチ）、ディフェンダー（センターバック、左サイドバック）。元日本代表。

## 来歴

### プロ入り前
小学3年生のときにセレッソ大阪のスクールに通い、4年生から地元の堺北FCに入る。
中学1年生のときにセレッソ大阪U-15に入団。その後セレッソ大阪U-18に昇格し、各年代の代表にも選出された。
2009年11月18日に、セレッソ大阪U-18から永井龍と共に翌シーズンよりトップチームに昇格することが発表された。ユース時代はセンターバックとしてプレーしていたが、トップチームでは監督のレヴィー・クルピの判断によりボランチにポジションを移す。

### セレッソ大阪
1年目の2010年は、6月に右腓骨病的骨折と診断されて腫瘍掻爬摘出手術を受け、残りシーズンをリハビリに費やす事となり出場記録なし。
2011年、背番号を24から2に変更。5月3日に行われたAFCチャンピオンズリーグ2011のアレマ・インドネシア戦にてプロデビュー。8月17日のJ1第9節鹿島アントラーズ戦にて欠場したマルチネスに代わってリーグ戦初出場。センターバックとボランチで併用され、後半はボランチのレギュラーに定着。公式戦13試合に出場し4得点を記録した。
2016年、新加入の山村和也、ソウザの活躍で出場機会が激減した。

### 名古屋グランパス
セレッソで出番に恵まれなかったこともあり、シーズン途中より名古屋グランパスへ移籍。しかし移籍から2試合目の鹿島アントラーズ戦で腰椎を骨折して長期離脱。復帰後も出番はなく、リーグ戦2試合の出場にとどまった。

### 横浜F・マリノス
2017年1月7日、横浜F・マリノスへの完全移籍が発表された。
2019年はリーグ優勝を達成。チームマスコットのマリノスケに似ていると言われていた。
2021年、32試合に出場。12月17日　ヴィッセル神戸への完全移籍が発表された。「この5年間で、チームとはどういうものなのか、本当の意味で学ぶことができました。チーム一丸と言葉で言うのは簡単ですが、それを実際にできるのはF・マリノスの強みです。」などとコメントした。

### ヴィッセル神戸
2022年、移籍後初出場となったJ1開幕戦、名古屋グランパス戦で、相手FWに対するDOGSOの反則を取られて一発退場処分を受けた。移籍初年度はチームにフィットできず12試合の出場にとどまった。
2023年も序盤はほとんど試合に絡めなかったが、夏場から徐々にコンディションを上げていき、優勝争いが佳境に入った第28節セレッソ大阪戦でリーグ戦初先発し、勝利に貢献。以降アンカーポジションでレギュラーの座を掴み、第29節の2位横浜Fマリノスとの天王山でも勝利に貢献するなど、完全にチームにフィットした姿を見せた。扇原がスタメンに名を連ねたラスト7試合をチームは6勝1分けと負けなしで乗り切るなど、シーズン終盤戦のキーマンとなり、クラブのJ1リーグ初優勝に貢献した。
2024年はリーグ連覇を目指すチームで開幕からアンカーとしてスタメン出場を続け、自己最多となるリーグ戦35試合に出場。最終節までもつれ込んだJ1優勝争いでは、優勝を決定づけるダメ押しの3点目となるミドルシュートを決め、この得点が神戸移籍後初ゴールとなった。このシーズンは公式戦43試合出場のうち、40試合でスタメン出場するなどJ1連覇と天皇杯の二冠獲得に貢献した。シーズン終了後には自身初のJリーグ優秀選手賞に選出された。

### 日本代表
ロンドンオリンピックを目指すU-23サッカー日本代表にも選出され、アジア最終予選に出場。
2012年5月25日のトゥーロン国際大会2012のグループリーグ第2戦では強豪オランダ代表から決勝点となるゴールを奪った。同年のロンドンオリンピック日本代表にも選出され、本大会では全6試合中5試合にボランチでスタメン出場した（結果は4位）。
2013年7月、Jリーグに所属する選手のみで構成された日本代表に招集され、25日の東アジアカップ2013の第2戦、対オーストラリア代表戦で日本代表初出場を果たした。

## エピソード
- 2011年10月5日に行われたナビスコカップ準々決勝の試合後、ピッチに投げ込まれたペットボトルをスタンドへ投げ返すという行為をし、クラブから公式戦2試合の出場停止（天皇杯、リーグ各1試合）、罰金および練習時間外の社会奉仕活動の実施という処分を科せられた[18]。本人は反省して頭髪を丸刈りにした[19]。

## 所属クラブ
- 2001年 - 2003年 堺北FC（堺市立日置荘小学校）
- 2004年 - 2006年 セレッソ大阪U-15（堺市立日置荘中学校）
- 2007年 - 2009年 セレッソ大阪U-18（初芝高等学校）
- 2010年 - 2016年6月  セレッソ大阪
- 2016年7月 - 同年12月  名古屋グランパス
- 2017年 - 2021年  横浜F・マリノス
- 2022年 -   ヴィッセル神戸

## 個人成績
| 国内大会個人成績 | 国内大会個人成績 | 国内大会個人成績 | 国内大会個人成績 | 国内大会個人成績 | 国内大会個人成績 | 国内大会個人成績 | 国内大会個人成績 | 国内大会個人成績 | 国内大会個人成績 | 国内大会個人成績 | 国内大会個人成績 |
| 年度             | クラブ           | 背番号           | リーグ           | リーグ戦         | リーグ戦         | リーグ杯         | リーグ杯         | オープン杯       | オープン杯       | 期間通算         | 期間通算         |
| 年度             | クラブ           | 背番号           | リーグ           | 出場             | 得点             | 出場             | 得点             | 出場             | 得点             | 出場             | 得点             |
| 日本             | 日本             | 日本             | 日本             | リーグ戦         | リーグ戦         | リーグ杯         | リーグ杯         | 天皇杯           | 天皇杯           | 期間通算         | 期間通算         |
| ---------------- | ---------------- | ---------------- | ---------------- | ---------------- | ---------------- | ---------------- | ---------------- | ---------------- | ---------------- | ---------------- | ---------------- |
| 2010             | C大阪            | 24               | J1               | 0                | 0                | 0                | 0                | 0                | 0                | 0                | 0                |
| 2011             | C大阪            | 2                | J1               | 10               | 4                | 1                | 0                | 3                | 0                | 14               | 4                |
| 2012             | C大阪            | 2                | J1               | 29               | 2                | 3                | 1                | 4                | 0                | 36               | 3                |
| 2013             | C大阪            | 2                | J1               | 32               | 2                | 8                | 0                | 3                | 0                | 43               | 2                |
| 2014             | C大阪            | 2                | J1               | 31               | 0                | 0                | 0                | 4                | 0                | 35               | 0                |
| 2015             | C大阪            | 2                | J2               | 33               | 2                | -                | -                | 1                | 0                | 34               | 2                |
| 2016             | C大阪            | 2                | J2               | 4                | 0                | -                | -                | -                | -                | 4                | 0                |
| 2016             | 名古屋           | 31               | J1               | 2                | 0                | -                | -                | 1                | 0                | 3                | 0                |
| 2017             | 横浜FM           | 6                | J1               | 26               | 1                | 5                | 1                | 4                | 0                | 35               | 2                |
| 2018             | 横浜FM           | 6                | J1               | 30               | 1                | 9                | 1                | 2                | 0                | 41               | 2                |
| 2019             | 横浜FM           | 6                | J1               | 25               | 1                | 5                | 0                | 2                | 0                | 32               | 1                |
| 2020             | 横浜FM           | 6                | J1               | 31               | 0                | 2                | 0                | -                | -                | 33               | 0                |
| 2021             | 横浜FM           | 6                | J1               | 32               | 0                | 5                | 0                | 1                | 0                | 38               | 0                |
| 2022             | 神戸             | 33               | J1               | 12               | 0                | 0                | 0                | 2                | 0                | 14               | 0                |
| 2023             | 神戸             | 33               | J1               | 11               | 0                | 4                | 0                | 3                | 0                | 18               | 0                |
| 2024             | 神戸             | 6                | J1               | 35               | 1                | 0                | 0                | 4                | 0                | 39               | 1                |
| 通算             | 日本             | 日本             | J1               | 306              | 12               | 42               | 3                | 33               | 0                | 381              | 15               |
| 通算             | 日本             | 日本             | J2               | 37               | 2                | -                | -                | 1                | 0                | 38               | 2                |
| 総通算           | 総通算           | 総通算           | 総通算           | 341              | 14               | 42               | 3                | 34               | 0                | 419              | 17               |

その他の公式戦
- 2015年
  - J1昇格プレーオフ 1試合0得点
- 2020年
  - FUJI XEROX SUPER CUP 1試合1得点

| 国際大会個人成績 | 国際大会個人成績 | 国際大会個人成績 | 国際大会個人成績 | 国際大会個人成績 |
| 年度             | クラブ           | 背番号           | 出場             | 得点             |
| AFC              | AFC              | AFC              | ACL              | ACL              |
| ---------------- | ---------------- | ---------------- | ---------------- | ---------------- |
| 2011             | C大阪            | 2                | 3                | 0                |
| 2014             | C大阪            | 2                | 7                | 0                |
| 2020             | 横浜FM           | 6                | 5                | 0                |
| 2022             | 神戸             | 33               | 3                | 0                |
| 2024-25          | 神戸             | 6                | 5                | 0                |
| 通算             | AFC              | AFC              | 23               | 0                |

その他の国際公式戦
- 2022年
  - AFCチャンピオンズリーグ2022・プレーオフ 1試合0得点

出場歴
- 公式戦初出場 - 2011年5月3日 AFCチャンピオンズリーグGL アレマ・マラン戦 (カンジュルハン・スタジアム)
- Jリーグ初出場 - 2011年8月17日 J1第9節 鹿島アントラーズ戦 (カシマスタジアム)
- Jリーグ初得点 - 2011年8月28日 J1第24節 浦和レッドダイヤモンズ戦 (長居スタジアム)

## タイトル
セレッソ大阪U-18
- 日本クラブユースサッカー選手権（U-18）大会：1回（2009年）

横浜F・マリノス
- J1リーグ：1回（2019年）

ヴィッセル神戸
- J1リーグ：2回（2023年、2024年）
- 天皇杯 JFA 全日本サッカー選手権大会：1回（2024年）

### 個人
ヴィッセル神戸
- Jリーグ優秀選手賞：1回（2024年）
- JPFAアワード（J1）・ベストイレブン：1回（2024年）

## 代表歴

### 出場大会
- U-16日本代表
- U-17日本代表
- U-18日本代表
- U-22日本代表
  - ロンドンオリンピックアジア予選（2011年）
- U-23日本代表
  - トゥーロン国際大会（2012年）
  - ロンドンオリンピック（2012年）
- 日本代表
  - 東アジアカップ2013（2013年）

### 試合数
- 国際Aマッチ 1試合 0得点（2013年）

| 日本代表 | 国際Aマッチ | 国際Aマッチ |
| 年       | 出場        | 得点        |
| -------- | ----------- | ----------- |
| 2013     | 1           | 0           |
| 通算     | 1           | 0           |

### 出場
| No. | 開催日        | 開催都市 | スタジアム     | 対戦国         | 結果 | 監督         | 大会                   |
| --- | ------------- | -------- | -------------- | -------------- | ---- | ------------ | ---------------------- |
| 1.  | 2013年7月25日 | 華城     | 華城総合運動場 | オーストラリア | ○3-2 | ザッケローニ | EAFF東アジアカップ2013 |